# ISCTE Business School
A Iscte Business School é uma das quatro escolas que integram o ISCTE - Instituto Universitário de Lisboa, possuindo competências para promover o desenvolvimento de quadros, organizações e empreendedores num mundo global e em mudança constante. É uma Escola de referência no ensino da gestão em Portugal e no espaço lusófono, aspirando a ser uma instituição reconhecida a nível internacional.
Tem uma dimensão considerável em termos de ensino. Atualmente conta com 2.000 alunos a frequentar o 1.º ciclo, Licenciaturas, e cerca de 1.200 a frequentar o 2.º ciclo, Mestrados.
A Escola é acreditada internacionalmente, pela AMBA e AACSB, e pertence às principais organizações internacionais de escolas de gestão como a AACSB, EABIS e EFMD. É ainda único membro nacional da AIBE - Alliance for International Business Education, uma rede de escolas que reúne algumas das mais prestigiadas escolas da América Latina, EUA, Europa e Ásia.

## História
O Iscte foi fundado em 1972, como Instituto Superior de Ciências do Trabalho e da Empresa (ISCTE), designação que desapareceu em 2009, reflectindo a expansão que decorreu durante 38 anos, tendo então aderido ao regime de fundação e passado a designar-se ISCTE - Instituto Universitário de Lisboa. Na sua origem foi um estabelecimento de ensino superior profissional criado no âmbito do Ministério das Corporações e Previdência Social, o Instituto de Estudos Sociais (IES).
Através do Decreto-Lei n.º 402/73, de 11 de Agosto, foi integrado na Universidade Nova de Lisboa. Quando da organização desta universidade em faculdades, o ISCTE regressou à situação inicial de dependência directa do Ministério da Educação.
Na sequência da publicação da Lei de Bases do Sistema Educativo e da Lei da Autonomia Universitária e da aprovação dos seus Estatutos, em 1990, o ISCTE adquiriu o estatuto de escola universitária não integrada, dispondo de autonomia científica, pedagógica, administrativa, financeira e disciplinar, à semelhança das universidades
A última versão dos Estatutos do ISCTE antes da sua passagem ao regime fundacional foi aprovada pelo Despacho Normativo n.º 37/2000, de 5 de Setembro.
Através de diploma legal datado de 2005, o ISCTE passou a integrar o Conselho de Reitores das Universidades Portuguesas (CRUP) sendo representado aí pelo seu Presidente até 2009.
Em 2009, através do Decreto-Lei n.º 95/2009, de 27 de Abril,o ISCTE transformou-se numa instituição de ensino superior pública de natureza fundacional, nos termos da Lei n.º 62/2007, de 10 de Setembro, denominada a partir de então ISCTE - Instituto Universitário de Lisboa (ISCTE-IUL). O antigo acrónimo ISCTE deixou de possuir qualquer significado desde essa data, sendo mantido agora apenas como uma marca. Apenas a Universidade do Porto e a Universidade de Aveiro possuem o mesmo regime fundacional, tendo as três instituições optado por esse regime em 2009.
A partir de 2009 o refundado ISCTE-IUL passou a ser representado no CRUP pelo seu Reitor.

## Campus Universitário
A Iscte Business School está integrada no Campus Universitário do ISCTE - Instituto Universitário de Lisboa, que se situa em Lisboa, mais propriamente em Entrecampos e é composto por quatro edifícios.

## Departamentos
Departamento de Contabilidade

Departamento de Economia

Departamento de Finanças

Departamento de Marketing,Operações e Gestão Geral

Departamento de Métodos Quantitativos para Gestão

Departamento de Recursos Humanos e Comportamento Organizacional

## Centros de Investigação
- Business Research Unit (BRU-IUL)